# Choorstraat (Utrecht)
De Choorstraat (spreek uit: Koorstraat) is een straat in het centrum van de Nederlandse stad Utrecht.
De circa 100 meter lange straat loopt evenwijdig aan de Oudegracht tussen de Stadhuisbrug en de Zadelstraat. De straat is aan beide zijden bebouwd waarbij een deel van de oostelijke bebouwing de werf langs de gracht heeft overbouwd. Halverwege kruisen de Steenweg en Hanengeschrei richting Vismarkt/Kalisbrug.

## Geschiedenis
Vanouds lag hier een vicus van het Romeinse fort Traiectum en vervolgens de middeleeuwse handelswijk Stathe. De straat dankt haar naam aan de Buurkerk. In 1586 werd besloten de gehele koorpartij van deze kerk te slopen, aangezien zij een obstakel vormde voor het verkeer, dat al jarenlang de gewoonte had dwars door het koor heen te trekken. Op de plaats van het koor werd toen het zuidelijk deel van de Choorstraat ("koorstraat") aangelegd. In de bestrating van de Choorstraat was tot 2016 de plattegrond van het voormalige koor te zien. In 2018 is er op het Hanengeschrei een informatiebord gekomen. In het plaveisel bevindt zich nog wel een gedenksteen voor Suster Bertken. De straat is onderkelderd.
Het noordelijke deel van de Choorstraat bestond reeds omstreeks 1300. Het werd ook wel onder de Lakensnijders genoemd, naar degenen die er woonden en dit beroep uitoefenden.

## Fotogalerij

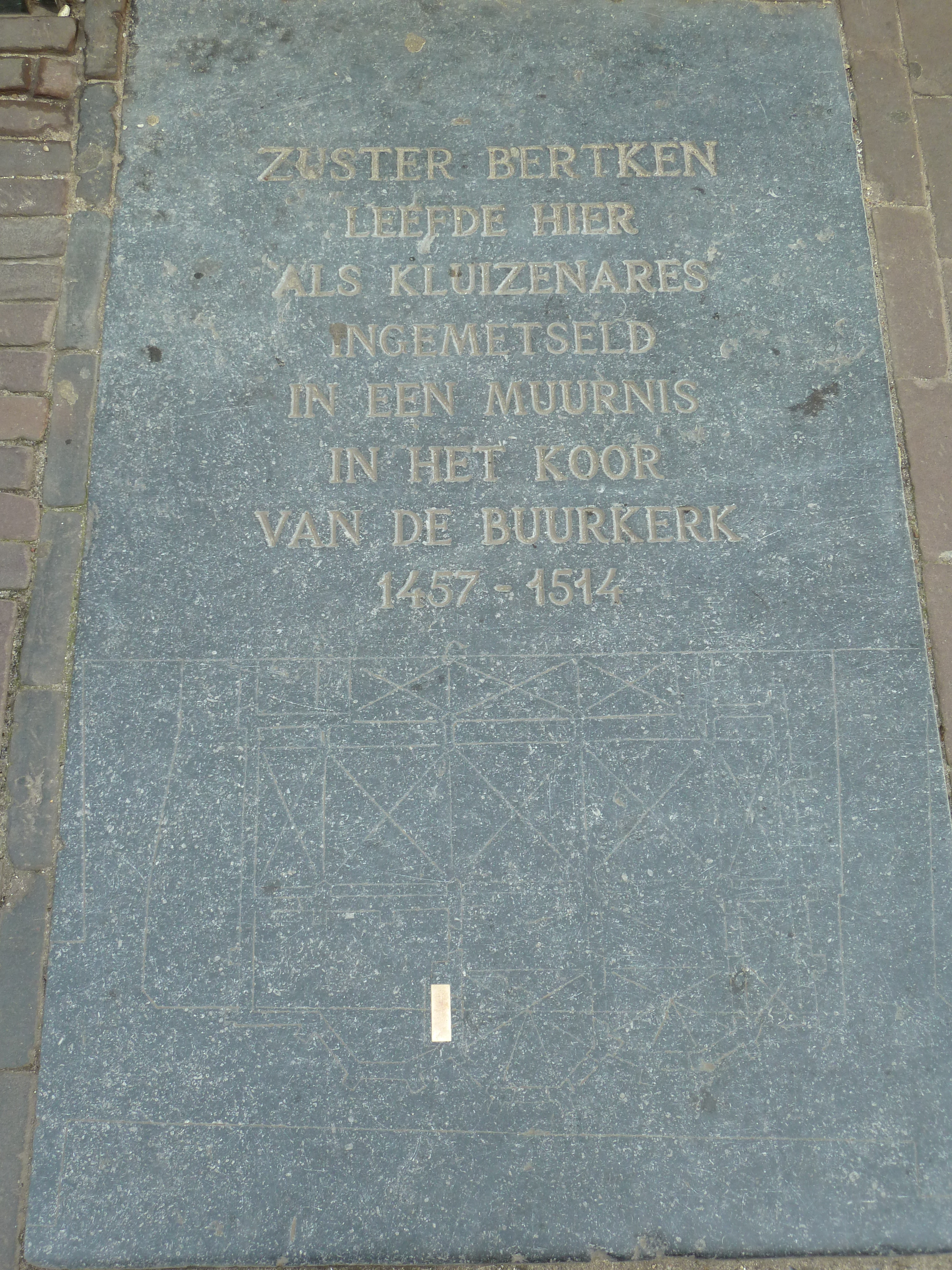
Gedenksteen voor Zuster Bertken in de Choorstraat
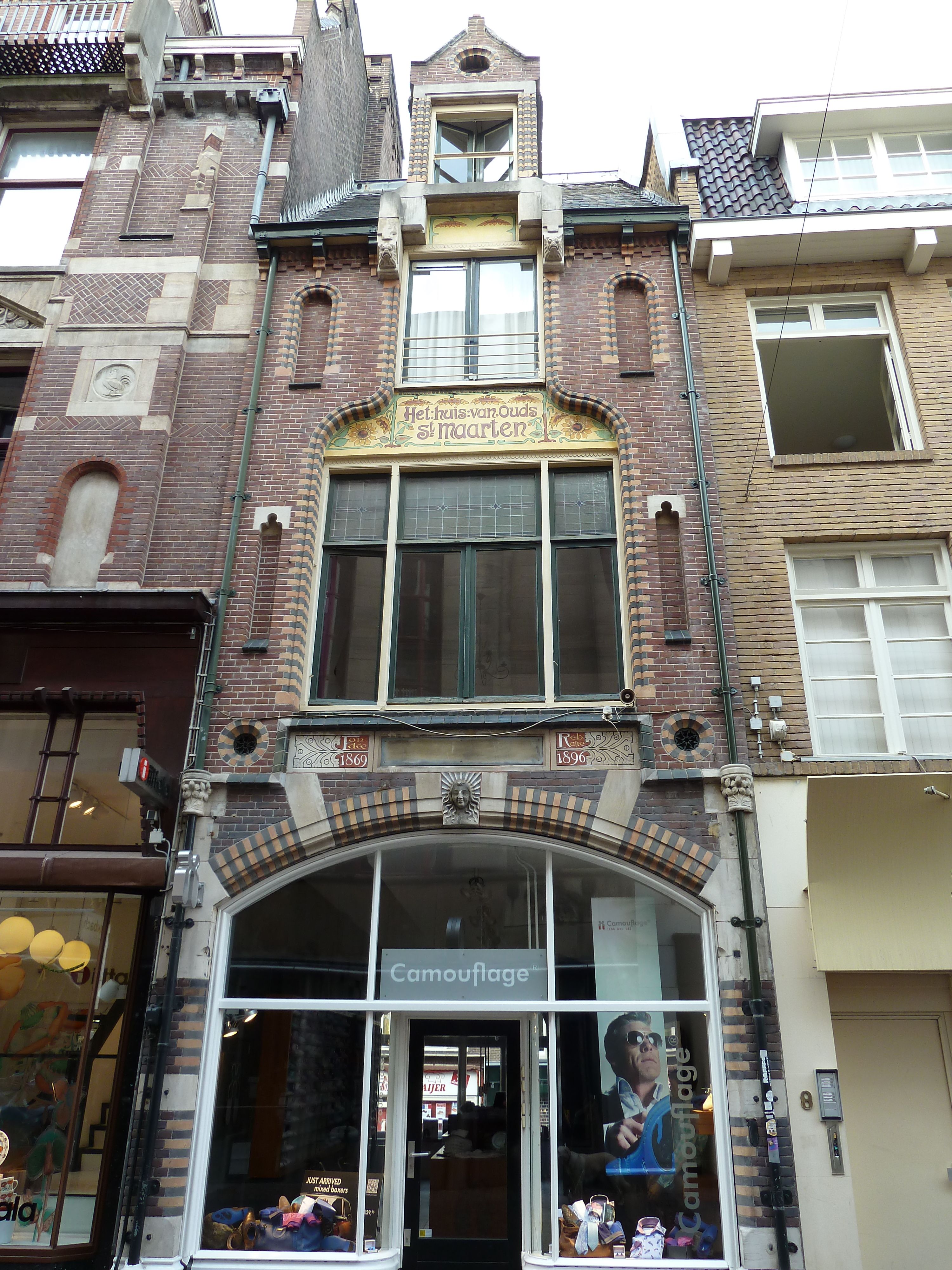
Het huis van ouds St. Maarten, Choorstraat 6
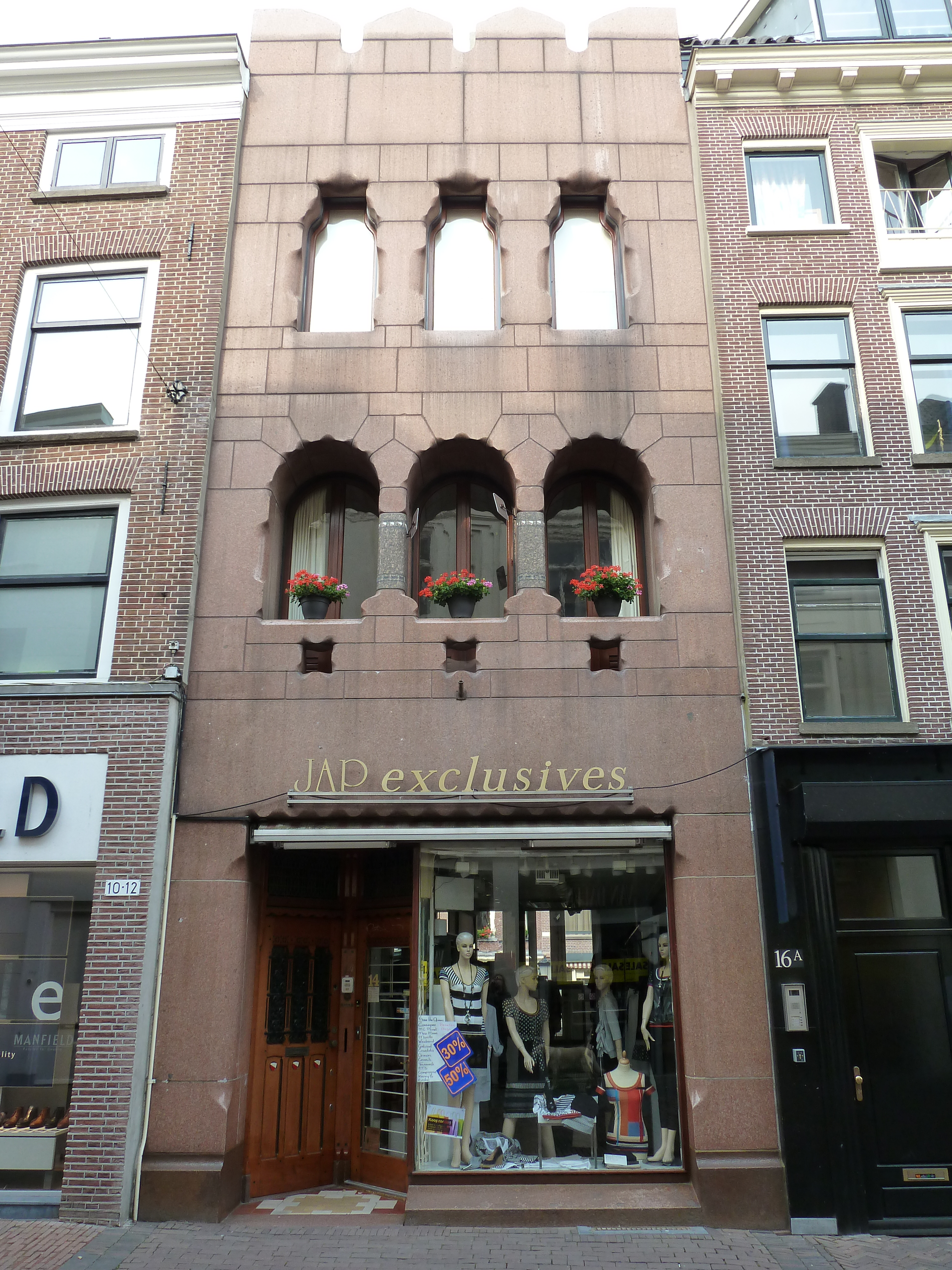
Choorstraat 14